# Era stupendo
Era stupendo är en låt som gjordes av Paolo Meneguzzi och med den tävlade han för Schweiz räkning i Eurovision Song Contest 2008 i Belgrad i Serbien. Låten är en ballad på italienska. På svenska betyder Era stupendo Det var underbart.
Den 20 januari 2008 påstod dagstidningen Aftonbladet att den påminde om Amy Diamonds ballad It Can Only Get Better från 2006, och de två låtarnas påstådda likheter började diskuteras.